# 2-je Banino
2-je Banino (ros. 2-е Банино) – wieś (ros. село, trb. sieło) w zachodniej Rosji, w sielsowiecie baninskim rejonu fatieżskiego w obwodzie kurskim.

## Geografia
Miejscowość położona jest nad Gniłowodczikiem (lewy dopływ Usoży w dorzeczu Swapy), 6 km od centrum administracyjnego sielsowietu (Czermosznoj), 6,5 km na północny wschód od centrum administracyjnego rejonu (Fatież), 47 km na północny zachód od Kurska, 6,5 km od drogi magistralnej (federalnego znaczenia) M2 «Krym» (część trasy europejskiej E105).
We wsi znajdują się 43 posesje.
Klimat
Miejscowość, jak i cały rejon, znajduje się w strefie klimatu kontynentalnego z łagodnym ciepłym latem i równomiernie rozłożonymi opadami rocznymi (Dfb w klasyfikacji klimatów Köppena).

## Demografia
W 2010 r. wieś zamieszkiwało 78 osób.